# Atesta stigmosa
Atesta stigmosa là một loài bọ cánh cứng trong họ Cerambycidae.